# Rhopalopsole
Rhopalopsole is een geslacht van steenvliegen uit de familie naaldsteenvliegen (Leuctridae). De wetenschappelijke naam van het geslacht is voor het eerst geldig gepubliceerd in 1912 door Klapálek.

## Soorten
Rhopalopsole omvat de volgende soorten:
- Rhopalopsole aculeata Harper, 1977
- Rhopalopsole alobata Harrison & Stark, 2008
- Rhopalopsole amamiensis Kawai, 1967
- Rhopalopsole ampulla Du & Qian, 2011
- Rhopalopsole andreae Sivec & Harper, 2008
- Rhopalopsole apicispina Yang & Yang, 1991
- Rhopalopsole assamensis Sivec & Harper, 2008
- Rhopalopsole azun Stark & Sivec, 2012
- Rhopalopsole baishanzuensis Yang & Li, 2006
- Rhopalopsole bakeri Jewett, 1975
- Rhopalopsole basinigra Yang & Yang, 1995
- Rhopalopsole belumensis Sivec & Harper, 2008
- Rhopalopsole bicornuta Jewett, 1975
- Rhopalopsole bifurcata Sivec & Shimizu, 2008
- Rhopalopsole bispina (Wu, 1949)
- Rhopalopsole bulbifera Sivec & Shimizu, 2008
- Rhopalopsole cayasan Sivec & Harper, 2008
- Rhopalopsole curvispina Qian & Du, 2013
- Rhopalopsole damrakae Sivec & Harper, 2008
- Rhopalopsole dentata Klapálek, 1912
- Rhopalopsole duyuzhoui Sivec & Harper, 2008
- Rhopalopsole ebinokogen Sivec & Shimizu, 2008
- Rhopalopsole edwardsi Sivec & Harper, 2008
- Rhopalopsole emeishan Sivec & Harper, 2008
- Rhopalopsole exiguspina Du & Qian, 2011
- Rhopalopsole femina Kawai, 1969
- Rhopalopsole fengyangshanensis Yang, Shi & Li, 2009
- Rhopalopsole flata Yang & Yang, 1995
- Rhopalopsole furcata Yang & Yang, 1994
- Rhopalopsole furcospina (Wu, 1973)
- Rhopalopsole gladifera Zwick, 1977
- Rhopalopsole gutianensis Yang & Yang, 1995
- Rhopalopsole hainana Li & Yang, 2010
- Rhopalopsole hamata Yang & Yang, 1995
- Rhopalopsole hongpingana Sivec & Harper, 2008
- Rhopalopsole horvati Sivec & Harper, 2008
- Rhopalopsole jianlingensis Sivec & Harper, 2008
- Rhopalopsole lii Li, Li & Yang, 2010
- Rhopalopsole longicerca Kawai, 1968
- Rhopalopsole longicercia Kawai, 1968
- Rhopalopsole longiepiprocta Sivec & Shimizu, 2008
- Rhopalopsole longispina Yang & Yang, 1991
- Rhopalopsole longtana Li, Kong & Yang, 2011
- Rhopalopsole magnicerca (Jewett, 1958)
- Rhopalopsole malayana (Banks, 1920)
- Rhopalopsole malickyi Sivec & Harper, 2008
- Rhopalopsole maruyamai Sivec & Shimizu, 2008
- Rhopalopsole mataikan Sivec & Stark, 2008
- Rhopalopsole meilan Sivec & Harper, 2008
- Rhopalopsole meyi Sivec & Harper, 2008
- Rhopalopsole minima Stark & Sivec, 2012
- Rhopalopsole minutospina Li & Yang, 2012
- Rhopalopsole ningxiana Li & Yang, 2010
- Rhopalopsole palawana (Jewett, 1958)
- Rhopalopsole porntipae Sivec & Shimizu, 2008
- Rhopalopsole prominens Sivec & Harper, 2008
- Rhopalopsole pseudodentata Sivec & Shimizu, 2008
- Rhopalopsole pseudoshigae Sivec & Shimizu, 2008
- Rhopalopsole qinlinga Sivec & Harper, 2008
- Rhopalopsole recurvispina (Wu, 1949)
- Rhopalopsole sapa Stark & Sivec, 2012
- Rhopalopsole shaanxiensis Yang & Yang, 1994
- Rhopalopsole shigae Sivec & Shimizu, 2008
- Rhopalopsole shimentaiensis Yang, Li & Zhu, 2004
- Rhopalopsole sinensis Yang & Yang, 1993
- Rhopalopsole sinuacercia Sivec & Shimizu, 2012
- Rhopalopsole sipang Sivec & Harper, 2008
- Rhopalopsole sipirokana Sivec & Harper, 2008
- Rhopalopsole spiniplatta (Wu, 1949)
- Rhopalopsole subnigra Okamoto, 1922
- Rhopalopsole taiwanica Sivec & Shimizu, 2008
- Rhopalopsole tamdao Sivec & Harper, 2008
- Rhopalopsole tianmuana Sivec & Harper, 2008
- Rhopalopsole tricuspis Qian & Du, 2012
- Rhopalopsole triseriata Qian & Du, 2013
- Rhopalopsole uchidai Sivec & Shimizu, 2008
- Rhopalopsole vietnamica Sivec & Harper, 2008
- Rhopalopsole wolong Li & Yang, 2012
- Rhopalopsole wulingensis Sivec & Shimizu, 2008
- Rhopalopsole xui Yang, Li & Zhu, 2004
- Rhopalopsole yajunae Li & Yang, 2010
- Rhopalopsole yangdingi Sivec, Harper & Shimizu, 2008
- Rhopalopsole yunnana Sivec & Harper, 2008
- Rhopalopsole zhejiangensis Yang & Yang, 1995